# Pyro Studios
«Pyro Studios»  — це іспанська компанія-розробник відеоігор, заснована в 1996 році в Мадриді. Компанія стала відома завдяки створенню серії ігор Commandos, що вийшла у світ в 1998 році й зібрала позитивні відгуки критиків та гравців.

## Історія
Pyro Studios була заснована Альваро Аррібасом, Гонсало Суаресом та Пабло Гонсалесом у 1996 році. Команда складалася зі спеціалістів з графіки, програмування та звуку, які мали спільну мету створити ігри, які б привернули увагу гравців.
Першим проектом студії стала гра «Commandos: Behind Enemy Lines», яка вийшла на PC у 1998 році. Гравці керували командою спецназу під час Другої світової війни, виконуючи різноманітні місії за лінією фронту. Гра була дуже складною та вимагала стратегічного мислення від гравців, що здобуло їй популярність серед шанувальників жанру.
У 2001 році Pyro Studios випустила продовження гри - «Commandos 2: Men of Courage», яке отримало ще більше позитивних відгуків від критиків та гравців. У 2003 році вийшла третя частина серії - «Commandos 3: Destination Berlin», яка також була добре прийнята.
Після успіху серії Commandos, Pyro Studios розробляла інші ігри, в тому числі стратегію в реальному часі Praetorians, покрокову Imperial Glory та Planet 51: The Game, яка була створена на основі анімаційного фільму під назвою «Планета 51».
У 2005 році Pyro Studios була придбана компанією Eidos Interactive, яка була пізніше куплена Square Enix у 2009 році. 
У 2006 році Pyro Studios випустила гру «Commandos: Strike Force», яка відрізнялася від попередніх ігор серії, оскільки замість стратегічного підходу гравці керували окремими персонажами та брали участь в екшн-сценах.
Проте гра не здобула такої популярності, як попередні частини, і Pyro Studios припинила далі розвивати серію Commandos. У 2007 році компанія оголосила про початок роботи над новою грою «Praetorians II», але проєкт був скасований після того, як Square Enix закрила студію у 2012 році.